# 叶尔科夫齐村委员会
叶尔科夫齐村委员会（俄语：Ерковецкий сельсовет）是俄罗斯联邦阿穆尔州伊万诺夫卡区所属的一个村委员会。其下辖有2个居民点，行政中心为叶尔科夫齐。据2016年统计，该村委员会的人口为961人。